# Leptocera anceps
Leptocera anceps är en tvåvingeart som först beskrevs av Christian Stenhammar 1854.  Leptocera anceps ingår i släktet Leptocera och familjen hoppflugor. Inga underarter finns listade i Catalogue of Life.